# Història de Lleida

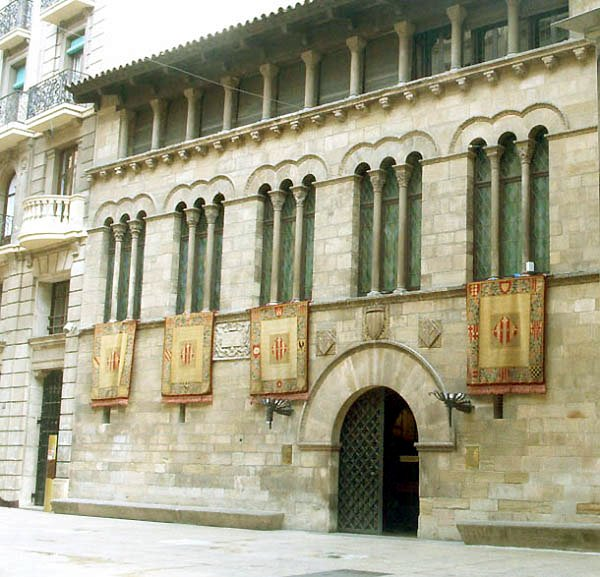
La Paeria, seu de l'Ajuntament de Lleida

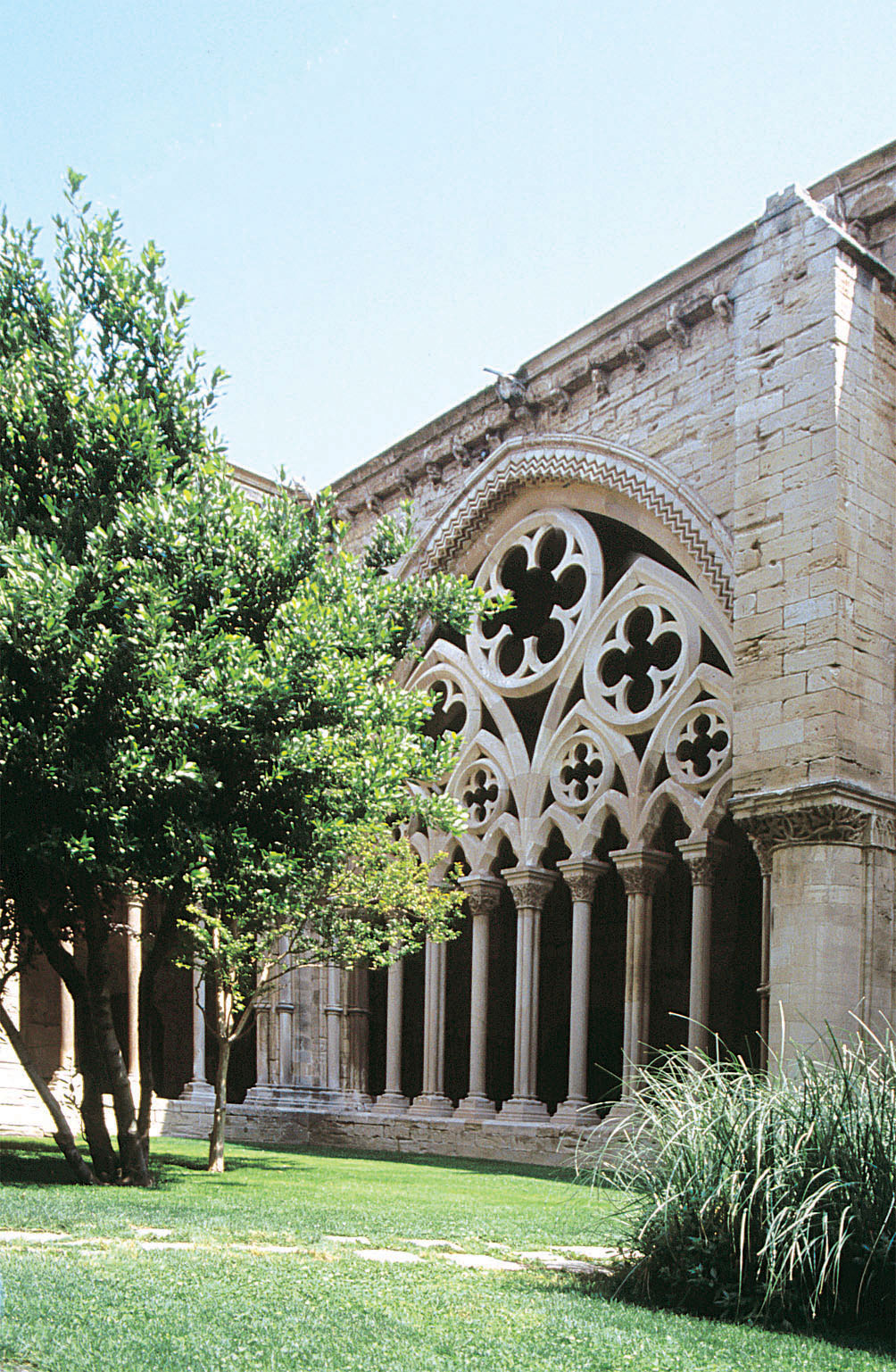
El Claustre de la Catedral

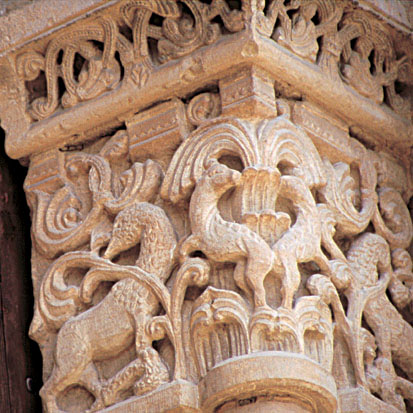
Capitell de la Seu Vella

La història de Lleida s'ha desenvolupat al voltant del turó de la Seu, ja que sempre ha estat el lloc on s'han situat les infraestructures representatives del poder de control social: la fortalesa andalusina (La Suda) i la mesquita, i més tard la catedral (la Seu Vella). El Turó era, a més, un bon lloc per a defensar-se de possibles atacs, i ben aviat es va envoltar amb muralles. Aquestes van deixar d'ésser útils amb l'arribada de la revolució industrial i demogràfica del segle xix. Una vegada enderrocades, Lleida va poder expandir-se per la plana, això sí, havent de salvar els obstacles que representaven el riu Segre i la via del tren, que es va construir sense preveure que la ciutat creixeria tal com ho va fer.
De fet, la seua situació com a nus important en la xarxa de comunicacions es remunta a fa més de vint segles, a la conversió del nucli ilerget a la nova manera de fer dels romans, que s'estaven expandint cap a l'interior de la península Ibèrica. D'aquesta manera Iltirta (Lleida) passaria a ser un assentament com a lloc de pas en el camí entre l'interior (Osca i el nord-oest de la península) i la mar (Tarraco, Barcino, i d'aquí a la península Itàlica).

## Domini ilerget

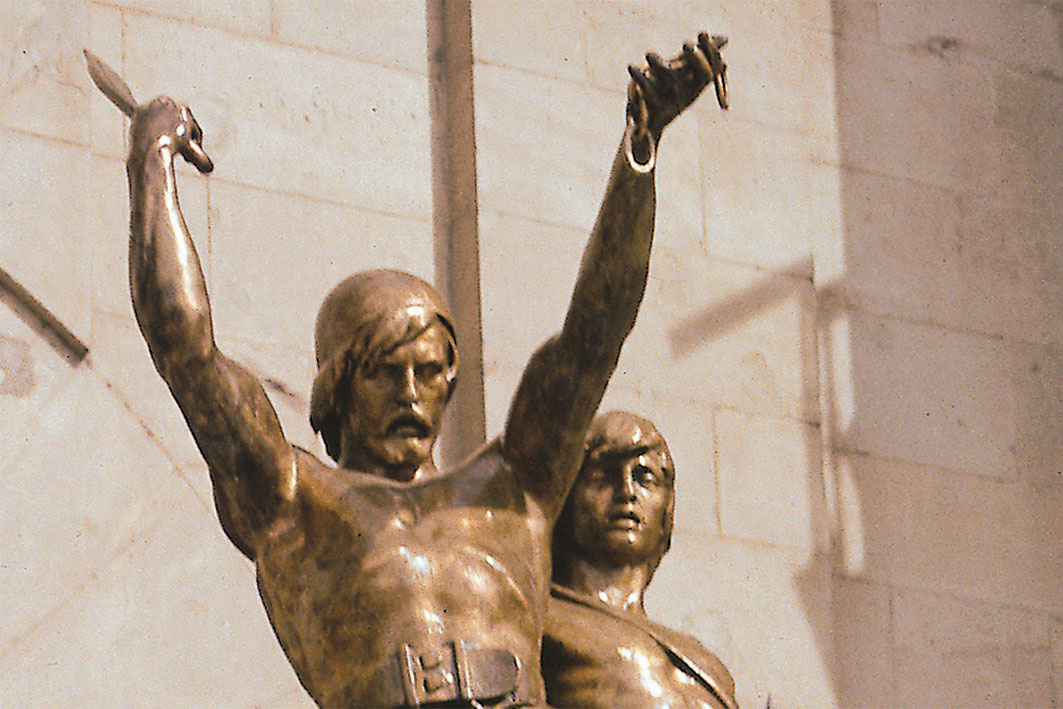
Indíbil i Mandoni, caps ilergetes

Lleida va ser la nova capital de la tribu ibèrica que els autors romans anomenaren ilergets, un cop abandonada l'antiga capital, la ciutat d'Atanagrum (Tornabous). Iltirda estava situada al turó de la Seu Vella, a la vora del riu Sicoris (Segre), on han sortir restes ibèriques de poca entitat, i que corresponen al segle i aC, en ple domini romà. Estrabó esmenta les ciutats d'Ilerda i Ileosca (Osca) al país dels ilergets.
Les monedes dels ilergets que es coneixen, que també estarien datades a l'època romana republicana, portaven una inscripció ibèrica que deia ilt(ze)rd (de il =altura i tzerda o tzurda, referent al poble que l'habitava); Plini els anomena ilergetes surdaonum; algunes monedes estaven relacionades amb Massília, amb Cose (Tarraco), Salauris (Salou) que demostrava que eren un poble fort i donat al comerç, i van destacar com amants de la independència per la resistència que van oferir primer als cartaginesos, dirigits per Istolaci i Indortes, i després als romans sota Indíbil i Mandoni.

## Domini romà
Lleida va portar el nom d'Ilerda durant el període romà. Fou elegida pels llegats de Pompeu, Afrani i Petreius com a base per la seua defensa d'Hispània el 49 aC; els llegats tenien cinc legions a Ilerda; Ilerda fou assetjada per Cèsar i la ciutat es va rendir; Luci Afrani i Marc Petrei van quedar lliures per la generositat de Cèsar però no van fer després honor a la seua paraula.
Sota l'imperi fou primer ciutat i després municipi en temps d'August, segons les monedes que es conserven. D'un pont romà sobre el Segre encara es conserven els fonaments.
El 449 els bagaudes vascons liderats per Basili s'havien aliat amb el rei sueu Requiari. i van atacar Turiaso, on es trobaven els federats amb el bisbe Lleó, que moriren en l'atac i amb Requiari assaltaren Lleida i després Saragossa.

## Domini visigot
Dominada pels visigots en data incerta del segle v, va ser bisbat durant tot el període.

## Domini àrab i musulmà
El seu nom àrab fou Làrida (Lārida) a la riba del nahr al-Seghire antic Secoris. No se sap la data exacta en què fou conquerida però ho fou després de Saragossa i de Tarragona, que s'havien sotmès sense lluita. Segons al-Razí la regió de Làrida fou objecte de saqueig i devastació per part dels francs al segle VIII i pels hispanii emigrats a França.
Fou capital d'un districte (amal) de la Marca Superior (al-Thaghr al-Ala) del que depenien altres viles i un gran nombre de castells i fortaleses. Estava situada en una plana fèrtil i rodejada de jardins i horts i una de les seves principals fonts de riquesa eren les plantacions de lli d'alta qualitat, que es venia per tota la Marca. Al riu s'hi trobava or; el districte incloïa les planes que anaven fins al Cinca (Nahr Zaytun) amb oliveres i vinyes; nombroses explotacions agrícoles (diya) tenien terres per cereals i per pastures. Totes les entitats rurals (daya) posseïen una torre de vigilància fortificada (al-burdj) amb galeries soterrànies on la població es podia refugiar en cas d'atac. Era punt de pas obligat en la ruta militar cap a la Marca Superior i element important en el sistema defensiu. Fou governada per valins amb atribucions militars, i a causa de la seva llunyania de Còrdova sovint l'autoritat de l'emir hi fou nominal. Els Banu Qasi d'un costat, els Banu Tawil de l'altra, i els Tugibites ocupan la història de la regió durant els segles IX i X.
Ismail ibn Musa ibn Musa ibn Qasi va reconstruir i fortificar Làrida el 883/884. Els seus fills van haver de lluitar des del 890 contra Muhammad al-Tawil d'Osca que els disputava la Barbitània (Barbastre i Llitera a la Ribagorça).
L'any 942 una ràtzia hongaresa travessà saquejant els comtats carolingis, en especial els comtats de Besalú i Girona, arribaren a les portes de Barcelona i després s'encaminaren a les muralles de la ciutat andalusina de Làrida, on foren derrotats per l'exèrcit musulmà i en la seva fugida per traspassar els Pirineus van ésser derrotats a la batalla de Baltarga per les hosts conjuntes catalanes i provençals.
Els valins de Làrida es van enfrontar diverses vegades, sols o amb ajut de tropes de Còrdova, als comtes de Pallars i de Barcelona. A l'inici del segle x Llop ibn Muhàmmad ibn Qasi va fer construir la gran mesquita a la part superior de la fortalesa. Al darrer terç del segle x apareix com a cadi Rashid al-Barghawati que va rebre orde d'entregar a Hashim ibn Muhammad ibn Hashim al-Tugibí, fill de Muhammad ibn Hashim al-Tugibí el districte de Làrida, que va restar a mans dels tugibites fins vers 1018 i nominalment fins al 1037 quan Sulayman ibn Muhàmmad al-Mustaín, oficial tugibita a Làrida, es va proclamar emir fundant la dinastia Banu Hud.
El 1039 Sulayman va conquerir Saragossa. A la mort de Sulayman el 1046 el seu fill Yússuf ibn Sulayman al-Mudhàffar va rebre Làrida que ja governava en vida del seu pare com a delegat seu. El 1064 va perdre Barbastre i el seu germà Abu-Jàfar Àhmad ibn Sulayman al-Múqtadir, que havia rebut Saragossa, el va fer responsable de la derrota i les relacions van esdevenir tenses i Abu-Jàfar Àhmad ibn Sulayman al-Múqtadir de Saraqusta va ocupar Làrida el 1079. Al morir Àhmad va deixar l'emirat de Làrida, amb els de Turtuixa i Dàniyya, al seu fill al-Múndhir Imad-ad-Dawla (1082-1090), el qual va fer aliança amb Berenguer Ramon II, comte de Barcelona, contra el Cid. A la seva mort (1090) el regne de Làrida va passar al seu jove hereu Sulayman Sayyid-ad-Dawla (1090-1102), el darrer dels Banu Hud.
Posteriorment (1102) caigué en poder dels almoràvits, i restà en mans de governadors saharians, el més conegut dels quals va ser Abu-Hilal, conegut també com a Avin-Hilet o Avifelel, que pactà amb Ramon Berenguer III en 1120 a canvi d'evitar la caiguda de Làrida en mans aragoneses i bloquejar el seu l'avanç cap al Mediterrani, atès que avançaven a l'Aragó i conquerien Saraqusta el 1118. Alfons el Bataller, que aspirava a conquerir l'emirat, es va enutjar i va posar setge a la ciutat el maig de 1122; el març de 1123 es construí un castell enfront de Làrida, on s'enfrontaren Ramon Berenguer III i Guillem IX de Poitiers contra Alfons el Bataller sense poder aixecar el setge, que el Bataller aixecà en juny de 1123. Després de les conquestes de fortaleses fetes per Ermengol VI d'Urgell i de Ramon Berenguer IV de Barcelona, el valí al-Muzaffar ibn Sulayman es va haver de rendir als comtes catalans el 24 d'octubre de 1149. El valí va poder marxar a Mallorca amb 200 cavallers.

## Lleida a la Corona d'Aragó
Quan s'incorpora al comtat de Barcelona, s'integra en una nova xarxa nord-sud, estructurada als voltants dels rius, alhora que continua en la xarxa est-oest que anava de Barcelona a Sant Jaume de Galícia. Els comtes de Barcelona i Urgell delegaren la seva autoritat i defensa del territori a dos castlans, un per a cadascun dels comtes. Aquest règim mixt de castlanies, funció que ocuparen les famílies Cervera i Montcada, perdurà fins ben avançat el segle xiii, quan el rei Jaume I aconseguí col·locar el conjunt de la ciutat sota el domini reial. Tornant a l'època de la incorporació al comtat de Barcelona, els primers anys d'aquesta s'hi crea el Tribunal de les Coltellades. Dins l'ordenament jurídic feudal el 1150 se li concedeix a Lleida una carta de poblament amb amples drets i llibertats. El 1197 Pere I li dona la categoria de municipi i el 1264 Jaume el Conqueridor li atorga el Privilegi de Concessió de la Paeria.
El 1228 els cònsols municipals encarreguen al també cònsol i jurista de la ciutat Guillem Botet la redacció dels Costums de Lleida, primer Còdex de dret local escrit a Catalunya que recopila no tan sols Costums escrits sinó també la normativa atorgada pels reis a la ciutat, Estatuts, Bans que havien dictat els cònsols lleidatans i Usatges no escrits. Van romandre vigents per un període de gairebé 600 anys, i van contribuir a la formació de la ciutat i de la societat civil lleidatana. El text original en llatí Consuetudines Ilerdenses fou traduït al català durant el segle xiv.
Al segle xiii es va crear l'Estudi General de Lleida, un dels principals centres culturals de l'edat mitjana. Entre 1325 i 1328 Ramon Muntaner va escriure a la seva Crònica la famosa frase Barcelona és cap de Catalunya en la marina, i en la terra ferma, Lleida. A la ciutat fou jurat com a comte de Barcelona, el rei Pere III el Cerimoniós el 1336. El 1364 Na Eleonor va presidir les corts catalanes. El 1410 es va declarar per Ferran d'Antequera a la mort de Martí l'Humà i va celebrar corts presidides per la reina Maria. Jaume d'Urgell va atacar la ciutat i la va assetjar el 1413 (vegeu setge de Lleida [1413]) però fou rebutjat. Sota el rei Joan II el príncep de Viana fou fet presoner a Lleida durant la celebració de corts, tot i la seva condició d'ambaixador; els lleidatans es van aixecar contra aquesta injustícia i es van declarar pel príncep i el rei va haver de fugir de la ciutat cap a Fraga; en revenja Joan II va assetjar Lleida el 1464 i la ciutat va resistir un temps fins que es va rendir honorablement jurant el rei els furs i privilegis de la ciutat. Com a altres llocs els jueus foren desterrats el 1492.
El 1519 l'emperador Carles I d'Espanya i V del Sacre Imperi Romanogermànic va visitar la ciutat; Felip II la va visitar el 1585. En aquest temps la zona estava infectada de bandolers. El 1589 una pesta va delmar la població. El 1610 foren expulsats els moriscs. Durant la Guerra dels Segadors la ciutat fou un dels principals escenaris del conflicte. Va resistir l'atac castellà el 1642 però va caure en mans espanyoles després del setge de 1644 quan es va rendir al general Felipe de Silva el 2 d'agost de 1644, i el 1645 les tropes franceses i catalanes s'aproximaren fins a Balaguer i Camarasa, per poder assetjar la ciutat el 1646 i 1647 sense èxit. El 1677 l'horta lleidatana fou devastada per una terrible inundació.
Durant la Guerra de Successió Espanyola poc després de la presa de Barcelona, l'ofensiva aliada per ocupar els països catalans continua, Lleida cau en mans de Manuel Desvalls i de Vergós el 23 de setembre de 1705, però el 1707, va sofrir un nou setge que va suposar la seva caiguda en mans borbòniques i la destrucció de bona part de les seves edificacions. Després de l'abolició dels privilegis la universitat fou traslladada a Cervera.

## Des de la conquesta espanyola fins a l'actualitat
Durant la guerra del Francès fou ocupada pel mariscal Suchet després d'un setge; Suchet, després d'haver fet una incursió a València va retornar a Catalunya i el 13 d'abril de 1823 es va presentar als murs de Lleida amb 13.000 homes; la ciutat estava defensada per 8.000 homes manats pel general García Conde; un exèrcit de socors manat per O'Donnell fou derrotat pels francesos que llavors van assaltar la ciutat per un forat a la muralla del Carme; Lleida fou saquejada durant tres dies. El baró d'Eroles va intentar recuperar-la aprofitant la confusió causada per l'explosió del polvorí, però fou rebutjat. El 1833 fou declarada capital provincial. El primer diari que es va publicar a la ciutat fou El Alba Leridana, en actiu tota la dècada del 1860 i des d'on es va expressar l'ideari de la Renaixença Catalana, encara que el diari fos en castellà.

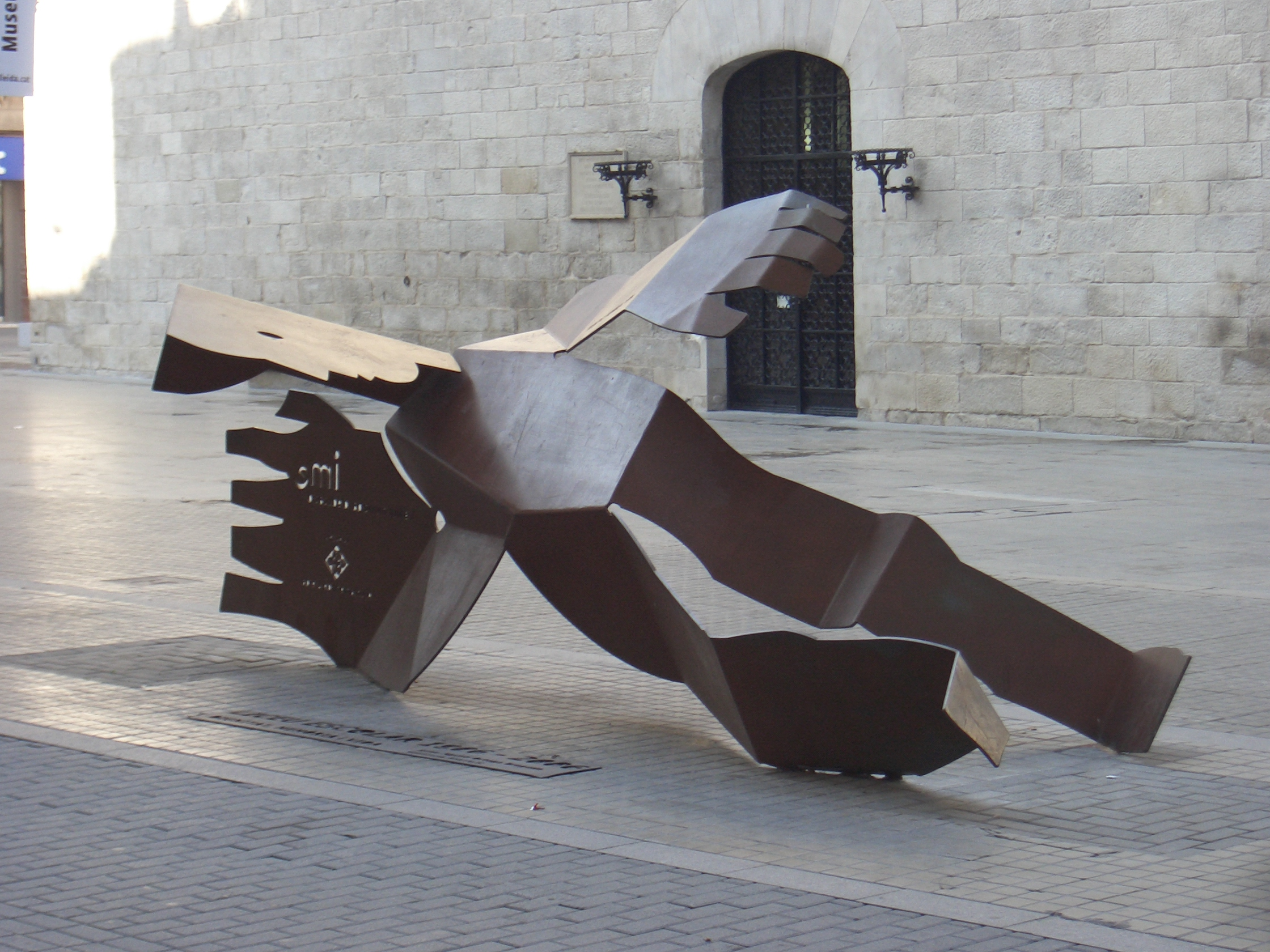
Monument a les víctimes del Liceu Escolar a l'avinguda Blondel

El 2 de novembre de 1937 durant la Guerra Civil espanyola la ciutat patí un dur bombardeig obra de l'exèrcit colpista, mitjançant aviació italiana i nazi, que passà a la fama per la seva cruesa amb casos com el del Liceu Escolar de Lleida, on 48 infants i diversos professors foren assassinats.
Igualment tràgica fou la pèrdua de centenars de vides innocents, la gran majoria de les quals es troben documentades. Al Mercat de Sant Lluís, una seixantena de dones i fills són massacrades per les bombes feixistes. Uns 750 lleidatans perderen la vida durant l'atac malgrat que a la ciutat no hi havia objectius militars ni fàbriques d’armaments. El bombardeig i llur matança s'expliquen perquè l'aviació italiana procedent de Sòria no va poder arribar al seu destí original, Flix, a causa de les males condicions meteorològiques. Tenien ordre d'atacar el municipi de la Ribera d'Ebre, però per raons desconegudes en fer mitja volta van rebre l'ordre de massacrar la ciutat de Lleida.
El 3 d'abril del 1938, després de gairebé una setmana de bombardejos aeris i una cruenta batalla final, les tropes franquistes conquerien Lleida, durant l'Ofensiva d'Aragó. Les baixes, entre morts i ferits, també es van atansar a les 5.000. Llavors, Lleida ja s'havia convertit en una ciutat fantasma perquè la majoria de la població l'havia abandonat el dia 27. Segons un informe de l'arquitecte municipal a inicis del 1939, 110 edificis van ser reduïts a runa pels bombardejos i el 90 per cent de la resta van quedar afectats en menys o més mesura. El barri del Canyeret va quedar gairebé enderrocat, però bona part del Barri Antic, l'entorn de l'Escola del Treball i carrers com rambla d'Aragó, Democràcia, Comerç o Nord van patir una gran destrucció. Els republicans van travessar el riu Segre i van volar el pont Vell i el del ferrocarril.
Començava una trista i fosca època de repressió, deportacions a camps d'extermini nazis i judicis sumaríssims. Un total de 10.355 lleidatans van ser represaliats, i 389 foren executats pels consells de guerra del franquisme. La Seu Vella es va convertir en un camp de concentració de presoners que va estar operatiu entre 1938 i 1940. Hi varen ser tancats milers de presoners —més de 20.000—, dels quals centenars van morir i les seves despulles van ser enviades al cementiri de Lleida. Més endavant els cossos dels presoners assassinats serien transferits al Valle de los Caídos.